# 1952 في بلجيكا
فيما يلي قوائم الأحداث التي وقعت خلال عام 1952 في بلجيكا.

## رياضة
- 22 يونيو – جائزة بلجيكا الكبرى 1952 الفائز البرتو اسكاري.

## مواليد

### فبراير
- 13 فبراير – فريدي مارتينس درّاج طريق بلجيكي.

### مارس
- 20 مارس – ريني فيرهيرين
- 21 يونيو – مارسيل لورنس درّاج طريق بلجيكي.

### أبريل
- 10 أبريل – هوغو بروس لاعب كرة قدم بلجيكي.

### يونيو
- 21 يونيو – مارسيل لورنس درّاج طريق بلجيكي.
- 25 يونيو – فيردي فان دن هوت
- 27 يونيو – بول ويلنس درّاج طريق بلجيكي.

### أغسطس
- 12 أغسطس – رونالد جوتمان

### أكتوبر
- 27 أكتوبر – إيريك فان دي ويلي درّاج طريق بلجيكي.

## وفيات

### فبراير
- 14 فبراير – موريس دي وايل (مواليد 1896) درّاج طريق بلجيكي.

### أكتوبر
- 1 أكتوبر – جون لانغينوس (مواليد 1891)